# Cordelia (Oper)
Cordelia ist eine 1823 am Wiener Kärntnertortheater, dem damaligen Sitz der Hofoper, uraufgeführte „lyrisch-tragische Oper“ in einem Akt von Conradin Kreutzer, die es aufgrund ihres Sujets sowie der musikalischen Faktur und dank ihrer ersten Interpretin Wilhelmine Schröder zu einem außerordentlichen Erfolg brachte.

## Werkgeschichte
Das Werk war ursprünglich für eine andere Sängerin bestimmt und von dieser auch angeregt worden: Anna Milder, die mit der hochdramatischen Partie der Leonore in Beethovens Fidelio berühmt gewordene Sopranistin, hatte in Berlin 1817 einen Erfolg mit der Darstellung der Athalia von Johann Nepomuk von Poißl errungen und begegnete hier dem auf einer Konzertreise befindlichen Kreutzer, den sie wie andere Komponisten auch um eine kurze Oper für ihre Gastspielreisen bat. Die Milder hatte im Tübinger Morgenblatt für gebildete Stände die Geschichte über eine angeblich „wahre Begebenheit“ aus dem Jahr 1814 gelesen, die sie zur Bearbeitung als Opernlibretto in der Form eines Monodrams (mit Chören) für besonders geeignet hielt.
Mit der Ausarbeitung des Textbuchs beauftragte sie den bei Goethe am Hoftheater Weimar erfolgreichen Schauspieler und Schriftsteller Pius Alexander Wolff, der es unter dem an der authentischen historischen Person orientierten Titel Adele von Budoy vorlegte. Kreutzer stellte das einaktige Werk rasch fertig und stellte es der Milder zur Verfügung. Diese zögerte jedoch eine Weile, es einzustudieren und wagte erst am 13. August 1821 auf einer Reise nach Königsberg am örtlichen Stadttheater in dieser Rolle aufzutreten, anschließend legte sie das Stück jedoch beiseite, wobei nicht bekannt ist, ob sie es Kreutzer zur ferneren Verfügung wieder überließ.
Kreutzer war zwischen 1818 und 1822 in Donaueschingen als Hofkapellmeister tätig, konnte sein Werk dort aber nicht aufführen. Erst nachdem er 1822 am Wiener Kärntnertortheater mit seiner Libussa einen außerordentlichen Erfolg feiern konnte, bat er den Fürsten Karl Egon II. zu Fürstenberg um seine Entlassung aus Fürstlich-Fürstenbergischem Dienst und nahm eine Stelle als Kapellmeister an der Wiener Hofoper an. Ebenda sang die 18-jährige Wilhelmine Schröder im Februar 1823 die Hauptrolle der von Kreutzer eigens für sie erarbeiteten Neufassung des Monodrams unter dem Titel Cordelia, spielte sie auch im Lincke’schen Bad in Dresden und schließlich 1830 auch in Paris. Eine Reihe weiterer namhafter Sopranistinnen trat in der Rolle in Wien, Dresden, München, Amsterdam, Magdeburg und Berlin auf, darunter insbesondere Amalie Schütz und Nanette Schechner. Für das Odéon-Theater in Paris hatte es bereits am 21. April 1827 eine Bearbeitung durch den Wiener Komponisten Hieronymus Payer gegeben (unter dem Titel La Folle de Glaris, Libretto von Thomas Sauvage), die Kreutzer dort sogar hören konnte. Eine deutsche Fassung dieser Bearbeitung als Die Irrende in den Alpen wurde 1829 erstmals in Aachen aufgeführt.
Kreutzer bereitete einen Druck der Partitur des Werkes vor, von dem er sich einen guten Erfolg versprach, der dann aber doch nicht erschien. Es erschienen letztlich nur die Ouvertüre und Einzelnummern der Oper.

Wichtige Interpretinnen
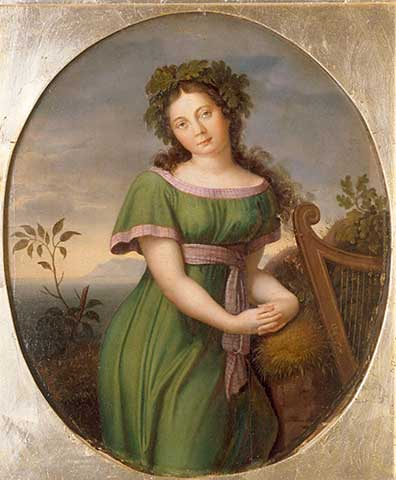
Anna Milder-Hauptmann, Auftraggeberin und Sängerin der Adele in Adele von Budoy, Königsberg 1821
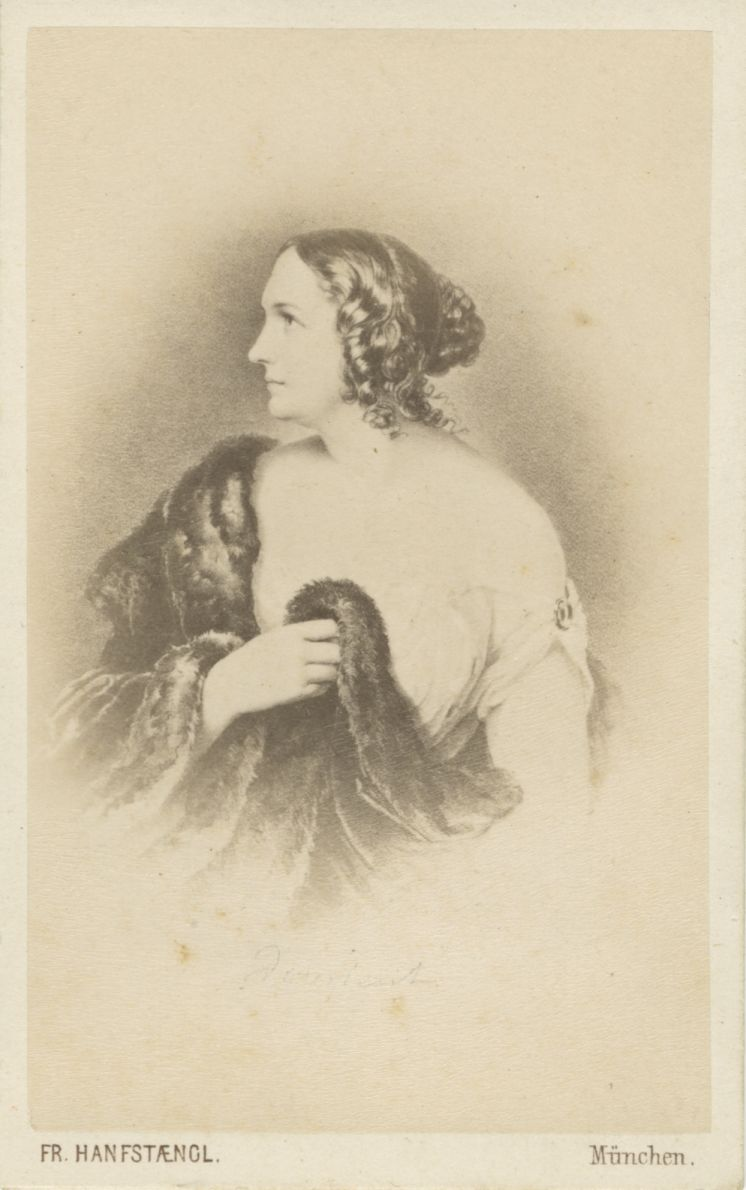
Wilhelmine Schröder, die Cordelia der Uraufführung in der Wiener Hofoper 1823
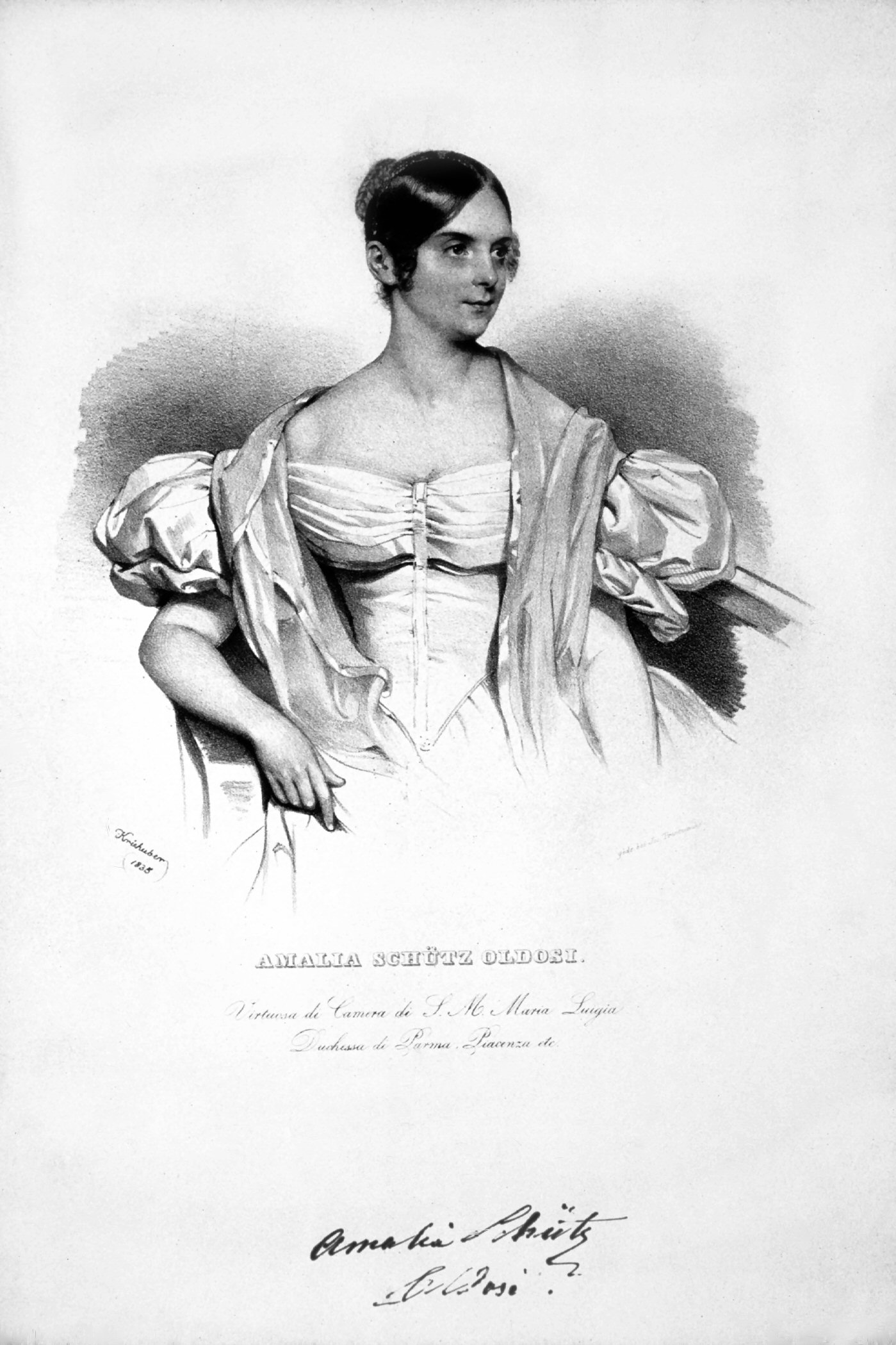
Amalie Schütz, die erste Cordelia in Wien und Amsterdam

## Ausgaben (Libretto)
- Adele von Budoy. Singspiel in Einem Aufzug. in: Pius Alexander Wolff, Dramatische Spiele, Duncker & Humblot, Berlin 1823, S. 325–343 (Digitalisat).
- Cordelia. Singspiel in Einem Aufzug. Libretto. [Wien 1823] (Digitalisat).